# Cleurie
Cleurie – miejscowość i gmina we Francji, w regionie Grand Est, w departamencie Wogezy.
Według danych na rok 1990 gminę zamieszkiwało 668 osób, a gęstość zaludnienia wynosiła 61 osób/km² (wśród 2335 gmin Lotaryngii Cleurie plasuje się na 501. miejscu pod względem liczby ludności, natomiast pod względem powierzchni na miejscu 538.).